# Division III du Championnat du monde de hockey sur glace 2019
Navigation
Division III en 2018 Division III en 2020
Le tournoi de la Division III du Championnat du monde de hockey sur glace 2019 se déroule à Sofia en Bulgarie du 22 au 28 avril 2019.
| \| Localisation de Sofia en Bulgarie. \| Localisation de Sofia en Bulgarie. |
| Localisation de Sofia en Bulgarie.                                          |

## Format de la compétition
Le Championnat du monde de hockey sur glace est un ensemble de plusieurs tournois regroupant les nations en fonction de leur niveau. Les meilleures équipes disputent le titre dans la Division Élite. Cette Division regroupe 16 équipes réparties en deux groupes de 8 qui disputent un tour préliminaire. Les 4 premiers de chaque groupe sont qualifiés pour les quarts de finale et les derniers sont relégués en Division IA à l'exception de la Suisse, organisatrice de l'édition 2020, qui ne peut être reléguée même si elle termine à la dernière place du groupe B. 
Pour les autres divisions qui comptent 6 équipes, les équipes s’affrontent entre elles et, à l'issue de cette compétition, le premier est promu dans la division supérieure et le dernier est relégué dans la division inférieure. 
En Qualification pour la Division III, le vainqueur est promu en Division III.
Lors des phases de poule, les points sont attribués ainsi :
- 3 points pour une victoire dans le temps réglementaire ;
- 2 points pour une victoire en prolongation ou aux tirs de fusillade ;
- 1 point pour une défaite en prolongation ou aux tirs de fusillade ;
- aucun point pour une défaite dans le temps réglementaire.

## Officiels
La fédération internationale a désigné 4 arbitres et 7 juges de lignes pour officier lors de la compétition :
| Arbitres                                                    | Juges de ligne |
| ----------------------------------------------------------- | --- |
| - Vladimir Babic - Ryan Cairns - Feng Lei - Stefan Hogarth  | \| - Anton Boryayev - Chae Young-jin - Henri Neva - Mihai Paul \| - Kiril Peychinov - Luchezar Stoyanov - Dāvis Zunde \| |
| - Anton Boryayev - Chae Young-jin - Henri Neva - Mihai Paul | - Kiril Peychinov - Luchezar Stoyanov - Dāvis Zunde                                                                      |

## Matches
| 22 avril | Turquie | 2-3 (0-1, 1-0, 1-2) | Luxembourg | Winter Sports Palace 120 spectateurs |

| Feuille de match | Feuille de match                                                                     | Feuille de match    | Feuille de match | Feuille de match                                                               |
| ---------------- | ------------------------------------------------------------------------------------ | ------------------- | --- | ------------------------------------------------------------------------------ |
|                  | - Bingöl (Kavaz, Ö. Karş) — 31 min 33 s - Elakaş (Halil, Gümüş) — 51 min 54 s (SN) - | 0-1 1-1 1-2 2-2 2-3 | Mosr (Mossong, Bechtold) — 14 min 1 s (SN) - Backes (Eriksson, C. Cannon) — 46 min 56 s - Mossong (Welter, Mosr) — 57 min 39 s | Arbitrage : Ryan Cairns Juges de lignes : Kiril Peychinov et Luchezar Stoyanov |
| Bozacı           | Gardiens                                                                             | Anselm              | | Arbitrage : Ryan Cairns Juges de lignes : Kiril Peychinov et Luchezar Stoyanov |
| 2 min            | Pénalités                                                                            | 2 min               | | Arbitrage : Ryan Cairns Juges de lignes : Kiril Peychinov et Luchezar Stoyanov |
| 36               | Tirs                                                                                 | 28                  | | Arbitrage : Ryan Cairns Juges de lignes : Kiril Peychinov et Luchezar Stoyanov |

| 22 avril | Turkménistan | 4-5 (pr) (0-0, 0-3, 4-1, 0-1) | Taipei chinois | Winter Sports Palace 130 spectateurs |

| Feuille de match                             | Feuille de match | Feuille de match                    | Feuille de match | Feuille de match                                                       |
| -------------------------------------------- | --- | ----------------------------------- | --- | ---------------------------------------------------------------------- |
|                                              | - Dovletmyradov (Gurbanov, Vahovskiy) — 47 min 40 s Kuliyev (Baymyradov) — 49 min 5 s Hydyrov (Vahovskiy) — 52 min 2 s (SN) - Geldimyradov (Soyunov) — 59 min 18 s - | 0-1 0-2 0-3 1-3 2-3 3-3 3-4 4-4 4-5 | Weng (Shen, Yang) — 25 min 45 s Weng (Lin H., Shen) — 26 min 32 s Weng (Pan) — 34 min 11 s - Lin K. (Lin H.) — 54 min 12 s (SN) - Weng (Lin H.) — 62 min | Arbitrage : Vladimir Babic Juges de lignes : Henri Neva et Dāvis Zunde |
| Charyyev (26 min 32 s) Myradov (35 min 28 s) | Gardiens | Hou                                 | | Arbitrage : Vladimir Babic Juges de lignes : Henri Neva et Dāvis Zunde |
| 10 min                                       | Pénalités | 10 min                              | | Arbitrage : Vladimir Babic Juges de lignes : Henri Neva et Dāvis Zunde |
| 36                                           | Tirs | 22                                  | | Arbitrage : Vladimir Babic Juges de lignes : Henri Neva et Dāvis Zunde |

| 22 avril | Bulgarie | 12-2 (7-1, 1-1, 4-0) | Afrique du Sud | Winter Sports Palace 850 spectateurs |

| Feuille de match | Feuille de match | Feuille de match                                           | Feuille de match                                                     | Feuille de match                                                             |
| ---------------- | --- | ---------------------------------------------------------- | -------------------------------------------------------------------- | ---------------------------------------------------------------------------- |
|                  | Muhachev (M. Vasilev) — 34 s Yotov (Hodulov, Stoilov) — 1 min 32 s - M. Vasilev (Boyadjiev) — 12 min 43 s M. Vasilev (Yotov) — 14 min 26 s (SN) M. Vasilev (V. Dikov) — 15 min 46 s Yotov (Stoilov, Stefanov) — 16 min 42 s M. Vasilev (Boyadjiev) — 17 min 24 s - M. Vasilev (Hodulov) — 39 min 42 s Hodulov (Yotov) — 41 min 39 s Hodulov (K. Dikov) — 47 min 3 s Dzhorov — 49 min 50 s Muhachev (V. Dikov, Gatchev) — 53 min 55 s | 1-0 2-0 2-1 3-1 4-1 5-1 6-1 7-1 7-2 8-2 9-2 10-2 11-2 12-2 | - Samaai (Carelse) — 4 min 50 s - R. Venter (Kluyts) — 29 min 28 s - | Arbitrage : Stefan Hogarth Juges de lignes : Anton Boryayev et Chae Youn-jin |
| Dimitrov         | Gardiens | Pretorius                                                  |                                                                      | Arbitrage : Stefan Hogarth Juges de lignes : Anton Boryayev et Chae Youn-jin |
| 24 min           | Pénalités | 12 min                                                     |                                                                      | Arbitrage : Stefan Hogarth Juges de lignes : Anton Boryayev et Chae Youn-jin |
| 32               | Tirs | 25                                                         |                                                                      | Arbitrage : Stefan Hogarth Juges de lignes : Anton Boryayev et Chae Youn-jin |

| 23 avril | Afrique du Sud | 2-7 (0-2, 1-3, 1-2) | Turkménistan | Winter Sports Palace 136 spectateurs |

| Feuille de match                 | Feuille de match                                             | Feuille de match                    | Feuille de match | Feuille de match                                                           |
| -------------------------------- | ------------------------------------------------------------ | ----------------------------------- | --- | -------------------------------------------------------------------------- |
|                                  | - Marais (Samaai) — 39 min 53 s Giot (Obery) — 48 min 50 s - | 0-1 0-2 0-3 0-4 0-5 1-5 2-5 2-6 2-7 | Baymyradov (Tannyyev) — 2 min 10 s Gurbanov (Dovletmyradov) — 2 min 59 s Vahovskiy (Gurbanov, Dovletmyradov) — 26 min 13 s Aganiyazov (Gurbanov, Dovletmyradov) — 27 min 45 s (SN) Baymyradov (Tannyyev) — 39 min 42 s - Baymyradov — 57 min 56 s Vahovskiy (Soyunov) — 59 min 39 s | Arbitrage : Feng Lei Juges de lignes : Anton Boryayev et Luchezar Stoyanov |
| Pretorius (40 min) Boyd (20 min) | Gardiens                                                     | Charyyev                            | | Arbitrage : Feng Lei Juges de lignes : Anton Boryayev et Luchezar Stoyanov |
| 8 min                            | Pénalités                                                    | 2 min                               | | Arbitrage : Feng Lei Juges de lignes : Anton Boryayev et Luchezar Stoyanov |
| 32                               | Tirs                                                         | 30                                  | | Arbitrage : Feng Lei Juges de lignes : Anton Boryayev et Luchezar Stoyanov |

| 23 avril | Luxembourg | 4-5 (0-0, 3-2, 1-3) | Taipei chinois | Winter Sports Palace 180 spectateurs |

| Feuille de match | Feuille de match | Feuille de match                    | Feuille de match | Feuille de match                                                        |
| ---------------- | --- | ----------------------------------- | --- | ----------------------------------------------------------------------- |
|                  | Mosr (Mossong, Welter) — 30 min 1 s - Backes (C. Cannon, Scheier) — 35 min 31 s C. Cannon (Eriksson) — 38 min 28 s - C. Cannon (Bechtold) — 57 min 1 s (IN) | 1-0 1-1 1-2 2-2 3-2 3-3 3-4 3-5 4-5 | - Lin H. (Weng, Shen) — 31 min 21 s Weng (Yang, Wang) — 34 min 52 s - Wang (Weng, Shen) — 42 min 47 s (SN) Shen (Chen W.) — 45 min 55 s Weng (Lin H.) — 48 min 58 s (SN) - | Arbitrage : Ryan Cairns Juges de lignes : Henri Neva et Kiril Peychinov |
| Anselm           | Gardiens | Hou (48 min 54 s) He (11 min 6 s)   | | Arbitrage : Ryan Cairns Juges de lignes : Henri Neva et Kiril Peychinov |
| 8 min            | Pénalités | 14 min                              | | Arbitrage : Ryan Cairns Juges de lignes : Henri Neva et Kiril Peychinov |
| 35               | Tirs | 28                                  | | Arbitrage : Ryan Cairns Juges de lignes : Henri Neva et Kiril Peychinov |

| 23 avril | Bulgarie | 3-1 (0-0, 3-0, 0-1) | Turquie | Winter Sports Palace 1 200 spectateurs |

| Feuille de match | Feuille de match                                                                           | Feuille de match | Feuille de match       | Feuille de match                                                       |
| ---------------- | ------------------------------------------------------------------------------------------ | ---------------- | ---------------------- | ---------------------------------------------------------------------- |
|                  | M. Vasilev — 23 min 12 s V. Dikov — 26 min 36 s Gatchev (Yotov, Boyadjiev) — 37 min 40 s - | 1-0 2-0 3-0 3-1  | - Çıplak — 51 min 57 s | Arbitrage : Stefan Hogarth Juges de lignes : Mihai Paul et Dāvis Zunde |
| Dimitrov         | Gardiens                                                                                   | Bozacı           |                        | Arbitrage : Stefan Hogarth Juges de lignes : Mihai Paul et Dāvis Zunde |
| 14 min           | Pénalités                                                                                  | 6 min            |                        | Arbitrage : Stefan Hogarth Juges de lignes : Mihai Paul et Dāvis Zunde |
| 31               | Tirs                                                                                       | 34               |                        | Arbitrage : Stefan Hogarth Juges de lignes : Mihai Paul et Dāvis Zunde |

| 25 avril | Luxembourg | 5-2 (1-1, 3-0, 1-1) | Afrique du Sud | Winter Sports Palace 108 spectateurs |

| Feuille de match | Feuille de match | Feuille de match                           | Feuille de match                                               | Feuille de match                                                        |
| ---------------- | --- | ------------------------------------------ | -------------------------------------------------------------- | ----------------------------------------------------------------------- |
|                  | - Backes (C. Cannon) — 11 min 50 s Welter (Bechtold, C. Cannon) — 22 min 46 s (IN) Welter (Mossong) — 35 min 31 s Backes (Eriksson) — 35 min 47 s - Grönlund — 57 min 29 s (CV) | 0-1 1-1 2-1 3-1 4-1 4-2 5-2                | Samaai (Carelse, Marais) — 5 min 19 s - Marais — 57 min 17 s - | Arbitrage : Feng Lei Juges de lignes : Luchezar Stoyanov et Dāvis Zunde |
| Anselm           | Gardiens | Boyd (35 min 47 s) Pretorius (19 min 40 s) |                                                                | Arbitrage : Feng Lei Juges de lignes : Luchezar Stoyanov et Dāvis Zunde |
| 4 min            | Pénalités | 2 min                                      |                                                                | Arbitrage : Feng Lei Juges de lignes : Luchezar Stoyanov et Dāvis Zunde |
| 24               | Tirs | 36                                         |                                                                | Arbitrage : Feng Lei Juges de lignes : Luchezar Stoyanov et Dāvis Zunde |

| 25 avril | Turquie | 7-4 (0-2, 3-2, 4-0) | Taipei chinois | Winter Sports Palace 128 spectateurs |

| Feuille de match                           | Feuille de match | Feuille de match                            | Feuille de match | Feuille de match                                                              |
| ------------------------------------------ | --- | ------------------------------------------- | --- | ----------------------------------------------------------------------------- |
|                                            | - Bingöl (Aktürk, Faner) — 23 min 10 s - Özmen (Hars) — 31 min (2 SN) Gümüş (K. Karş, Çıplak) — 34 min 29 s - Ö. Karş — 41 min 51 s Salt (Faner) — 47 min 10 s (SN) Çıplak (Gümüş) — 54 min 7 s K. Karş (Faner) — 58 min 52 s | 0-1 0-2 1-2 1-3 2-3 3-3 3-4 4-4 5-4 6-4 7-4 | Lin H. (Yang, Weng) — 3 min 57 s Hsiao (Lin T.) — 14 min 32 s - Yu (Lin H.) — 26 min 39 s - Weng (Shen, Lin H.) — 39 min 59 s (SN) - | Arbitrage : Stefan Hogarth Juges de lignes : Chae Youn-jin et Kiril Peychinov |
| Karagül (26 min 39 s) Bozacı (33 min 21 s) | Gardiens | Hou                                         | | Arbitrage : Stefan Hogarth Juges de lignes : Chae Youn-jin et Kiril Peychinov |
| 8 min                                      | Pénalités | 24 min                                      | | Arbitrage : Stefan Hogarth Juges de lignes : Chae Youn-jin et Kiril Peychinov |
| 46                                         | Tirs | 19                                          | | Arbitrage : Stefan Hogarth Juges de lignes : Chae Youn-jin et Kiril Peychinov |

| 25 avril | Bulgarie | 6-2 (2-0, 2-2, 2-0) | Turkménistan | Winter Sports Palace 1 200 spectateurs |

| Feuille de match | Feuille de match | Feuille de match                | Feuille de match                                                       | Feuille de match                                                      |
| ---------------- | --- | ------------------------------- | ---------------------------------------------------------------------- | --------------------------------------------------------------------- |
|                  | Nikolov — 6 min 36 s K. Dikov (Nikolov) — 15 min 50 s (SN) - Muhachev (Boyadjiev, V. Dikov) — 30 min 32 s (SN) - K. Dikov (M. Vasilev, Muhachev) — 36 min 58 s (SN) Hodulov (Boyadjiev, M. Vasilev) — 43 min 38 s (SN) Boyadjiev (M. Vasilev, Muhachev) — 45 min 16 s | 1-0 2-0 2-1 3-1 3-2 4-2 5-2 6-2 | - Barkovskiy — 21 min 36 s (SN) - Barkovskiy (Soyunov) — 33 min 34 s - | Arbitrage : Vladimir Babic Juges de lignes : Henri Neva et Mihai Paul |
| Dimitrov         | Gardiens | Charyyev                        |                                                                        | Arbitrage : Vladimir Babic Juges de lignes : Henri Neva et Mihai Paul |
| 44 min           | Pénalités | 46 min                          |                                                                        | Arbitrage : Vladimir Babic Juges de lignes : Henri Neva et Mihai Paul |
| 39               | Tirs | 20                              |                                                                        | Arbitrage : Vladimir Babic Juges de lignes : Henri Neva et Mihai Paul |

| 26 avril | Afrique du Sud | 3-6 (2-1, 1-2, 0-3) | Turquie | Winter Sports Palace 120 spectateurs |

| Feuille de match | Feuille de match                                                                                         | Feuille de match                    | Feuille de match | Feuille de match                                                           |
| ---------------- | --- | ----------------------------------- | --- | -------------------------------------------------------------------------- |
|                  | Valadas — 3 min 28 s - Kluyts (van Doesburgh) — 12 min 42 s - Giot (Botha, Magmoed) — 30 min 16 s (SN) - | 1-0 1-1 2-1 2-2 3-2 3-3 3-4 3-5 3-6 | - K. Karş (Gümüş) — 10 min 37 s (SN) - Gümüş (Salt) — 22 min 17 s (SN) - Halil (F. Faner) — 38 min 45 s Özmen (Halil) — 43 min 42 s (SN) Bakal (Salt, Halil) — 58 min 47 s (CV) Özmen — 59 min 9 s (CV) | Arbitrage : Vladimir Babic Juges de lignes : Mihai Paul et Kiril Peychinov |
| Pretorius        | Gardiens                                                                                                 | Bozacı                              | | Arbitrage : Vladimir Babic Juges de lignes : Mihai Paul et Kiril Peychinov |
| 22 min           | Pénalités                                                                                                | 8 min                               | | Arbitrage : Vladimir Babic Juges de lignes : Mihai Paul et Kiril Peychinov |
| 17               | Tirs | 47                                  | | Arbitrage : Vladimir Babic Juges de lignes : Mihai Paul et Kiril Peychinov |

| 26 avril | Turkménistan | 4-3 (0-2, 3-1, 1-0) | Luxembourg | Winter Sports Palace 195 spectateurs |

| Feuille de match | Feuille de match | Feuille de match            | Feuille de match                                                                                       | Feuille de match                                                    |
| ---------------- | --- | --------------------------- | --- | ------------------------------------------------------------------- |
|                  | - Barkovskiy (Soyunov, Geldimyradov) — 29 min 12 s (SN) Aganiyazov — 31 min 17 s (SN) - Veleyev (Barkovskiy) — 39 min 1 s Dovletmyradov (Gurbanov) — 45 min 44 s | 0-1 0-2 1-2 2-2 2-3 3-3 4-3 | Mossong (Mosr, Welter) — 2 min 54 s C. Cannon (Eriksson) — 8 min 51 s - Mossong (Mosr) — 33 min 48 s - | Arbitrage : Feng Lei Juges de lignes : Anton Boryayev et Henri Neva |
| Charyyev         | Gardiens | Anselm                      | | Arbitrage : Feng Lei Juges de lignes : Anton Boryayev et Henri Neva |
| 6 min            | Pénalités | 10 min                      | | Arbitrage : Feng Lei Juges de lignes : Anton Boryayev et Henri Neva |
| 38               | Tirs | 26                          | | Arbitrage : Feng Lei Juges de lignes : Anton Boryayev et Henri Neva |

| 26 avril | Taipei chinois | 2-11 (1-1, 1-6, 0-4) | Bulgarie | Winter Sports Palace 953 spectateurs |

| Feuille de match                  | Feuille de match                                                  | Feuille de match                                      | Feuille de match | Feuille de match                                                       |
| --------------------------------- | ----------------------------------------------------------------- | ----------------------------------------------------- | --- | ---------------------------------------------------------------------- |
|                                   | Lin T. (Hsiao) — 12 min 2 s - Lin H. (Shen, Weng) — 32 min 39 s - | 1-0 1-1 1-2 1-3 1-4 1-5 2-5 2-6 2-7 2-8 2-9 2-10 2-11 | - M. Vasilev (Muhachev) — 17 min 9 s M. Vasilev (Hodulov) — 21 min 35 s Boyadjiev (M. Vasilev, V. Dikov) — 23 min 38 s Hodulov — 26 min 33 s T. Georgiev (V. Vasilev) — 30 min 7 s - Hodulov (Boyadjiev) — 35 min 13 s (SN) Dilkov (Dzhorov, T. Georgiev) — 35 min 33 s M. Vasilev (V. Vasilev) — 48 min 52 s (SN) Hodulv (Stoilov, Nikolov) — 57 min 22 s Muhachev (M. Vasilev, Dzhorov) — 57 min 44 s M. Vasilev (Bachvarov, Hodulov) — 59 min 58 s (SN) | Arbitrage : Ryan Cairns Juges de lignes : Chae Youn-jin et Dāvis Zunde |
| Hou (30 min 7 s) He (29 min 53 s) | Gardiens                                                          | Dimitrov                                              | | Arbitrage : Ryan Cairns Juges de lignes : Chae Youn-jin et Dāvis Zunde |
| 10 min                            | Pénalités                                                         | 10 min                                                | | Arbitrage : Ryan Cairns Juges de lignes : Chae Youn-jin et Dāvis Zunde |
| 35                                | Tirs                                                              | 40                                                    | | Arbitrage : Ryan Cairns Juges de lignes : Chae Youn-jin et Dāvis Zunde |

| 28 avril | Turquie | 5-4 (0-1, 2-1, 3-2) | Turkménistan | Winter Sports Palace 90 spectateurs |

| Feuille de match | Feuille de match | Feuille de match                    | Feuille de match | Feuille de match                                                       |
| ---------------- | --- | ----------------------------------- | --- | ---------------------------------------------------------------------- |
|                  | - Ö. Karş (Gümüş, Halil) — 24 min 17 s - F. Faner (Halil) — 27 min 6 s Bakal (Salt, Halil) — 40 min 53 s - Özmen (Gümüş) — 54 min 14 s (2 SN) Bingöl (Ö. Karş, E. Faner) — 56 min 3 s | 0-1 1-1 1-2 2-2 3-2 3-3 3-4 4-4 5-4 | Dovletmyradov (Vahovskiy, Veleyev) — 8 min 48 s - Dovletmyradov (Gurbanov, Vahovskiy) — 26 min 53 s (SN) - Vahovskiy (Veleyev) — 42 min 9 s Barkovskiy (Geldimyradov) — 45 min 52 s - | Arbitrage : Ryan Cairns Juges de lignes : Chae Youn-jin et Dāvis Zunde |
| Bozacı           | Gardiens | Charyyev                            | | Arbitrage : Ryan Cairns Juges de lignes : Chae Youn-jin et Dāvis Zunde |
| 10 min           | Pénalités | 14 min                              | | Arbitrage : Ryan Cairns Juges de lignes : Chae Youn-jin et Dāvis Zunde |
| 38               | Tirs | 22                                  | | Arbitrage : Ryan Cairns Juges de lignes : Chae Youn-jin et Dāvis Zunde |

| 28 avril | Taipei chinois | 7-9 (1-2, 2-4, 4-3) | Afrique du Sud | Winter Sports Palace 105 spectateurs |

| Feuille de match                  | Feuille de match | Feuille de match                                                | Feuille de match | Feuille de match                                                       |
| --------------------------------- | --- | --------------------------------------------------------------- | --- | ---------------------------------------------------------------------- |
|                                   | Lin H. (Weng, Sang) — 9 min 13 s (SN) - Shen Y. (Lin H.) — 32 min 1 s (SN) Lin H. (Weng) — 34 min 6 s - Sang (Weng, Shen) — 46 min 48 s (IN) - Chen W. (Chen K.) — 48 min 23 s Chen W. — 54 min 47 s Chiang (Weng) — 56 min 11 s - | 1-0 1-1 1-2 1-3 1-4 1-5 1-6 2-6 3-6 3-7 4-7 4-8 5-8 6-8 7-8 7-9 | - Carelse (Samaai) — 11 min 51 s Carelse (Obery, Samaai) — 18 min 3 s Schuurman — 22 min 39 s Compton — 24 min 3 s Botha (Samaai, Carlese) — 25 min 54 s (SN) Compton — 27 min 46 s - Schuurman (Compton) — 41 min 51 s - Samaai — 47 min 42 s (SN) - Marais — 59 min 43 s (CV) | Arbitrage : Feng Lei Juges de lignes : Mihai Paul et Luchezar Stoyanov |
| Hou ( 24 min 3 s) He (35 min 8 s) | Gardiens | Pretorius                                                       | | Arbitrage : Feng Lei Juges de lignes : Mihai Paul et Luchezar Stoyanov |
| 8 min                             | Pénalités | 10 min                                                          | | Arbitrage : Feng Lei Juges de lignes : Mihai Paul et Luchezar Stoyanov |
| 34                                | Tirs | 22                                                              | | Arbitrage : Feng Lei Juges de lignes : Mihai Paul et Luchezar Stoyanov |

| 28 avril | Luxembourg | 0-7 (0-4, 0-1, 0-2) | Bulgarie | Winter Sports Palace 1 135 spectateurs |

| Feuille de match                           | Feuille de match | Feuille de match            | Feuille de match | Feuille de match                                                          |
| ------------------------------------------ | ---------------- | --------------------------- | --- | ------------------------------------------------------------------------- |
|                                            | -                | 0-1 0-2 0-3 0-4 0-5 0-6 0-7 | Hodulov (V. Vasilev) — 12 min 28 s Hodulov (Yotov) — 14 min 50 s Georgiev — 16 min 13 s (IN) Muhachev (V. Dikov, Dilkov) — 18 min 18 s Hodulov (Yotov, Boyadjiev) — 32 min 18 s Yotov (Gatchev, Stoilov) — 44 min 35 s Hodulov (Dilkov) — 59 min 59 s (2 SN) | Arbitrage : Stefan Hogarth Juges de lignes : Anton Boryayev et Henri Neva |
| Anselm (53 min 22 s) Cruchten (6 min 38 s) | Gardiens         | Dimitrov                    | | Arbitrage : Stefan Hogarth Juges de lignes : Anton Boryayev et Henri Neva |
| 28 min                                     | Pénalités        | 14 min                      | | Arbitrage : Stefan Hogarth Juges de lignes : Anton Boryayev et Henri Neva |
| 26                                         | Tirs             | 29                          | | Arbitrage : Stefan Hogarth Juges de lignes : Anton Boryayev et Henri Neva |

## Classement
| Clt   | Équipe           | PJ | V | VP | D | DP | BP | BC | Diff | Pts |
| ----- | ---------------- | -- | - | -- | - | -- | -- | -- | ---- | --- |
| +001, | Bulgarie         | 5  | 5 | 0  | 0 | 0  | 39 | 7  | +32  | 15  |
| +002, | Turquie          | 5  | 3 | 0  | 2 | 0  | 21 | 17 | +4   | 9   |
| +003, | Turkménistan (P) | 5  | 2 | 0  | 2 | 1  | 21 | 21 | 0    | 7   |
| +004, | Luxembourg (R)   | 5  | 2 | 0  | 3 | 0  | 15 | 20 | -5   | 6   |
| +005, | Taipei chinois   | 5  | 1 | 1  | 3 | 0  | 23 | 35 | -12  | 3   |
| +006, | Afrique du Sud   | 5  | 1 | 0  | 4 | 0  | 18 | 37 | -19  | 3   |

- Promu en Division IIB en 2020
- Relégué en Qualification pour la Division III en 2020

Pour les significations des abréviations, voir statistiques du hockey sur glace.

## Récompenses individuelles
Équipe type IIHF :
- Meilleur gardien : Dimitar Dimitrov (Bulgarie)
- Meilleur défenseur : Shen Yen-Lin (Taipei chinois)
- Meilleur attaquant : Miroslav Vasilev (Bulgarie)

## Statistiques individuelles
Pour les significations des abréviations, voir statistiques du hockey sur glace.
| Clt | Joueur                | Équipe         | PJ | B  | A | Pts | Pun | +/- |
| --- | --------------------- | -------------- | -- | -- | - | --- | --- | --- |
| 1   | Miroslav Vasilev      | Bulgarie       | 5  | 10 | 6 | 16  | 22  | +10 |
| 2   | Weng To               | Taipei chinois | 5  | 7  | 8 | 15  | 2   | 0   |
| 3   | Ivan Hodulov          | Bulgarie       | 5  | 10 | 4 | 14  | 18  | +10 |
| 4   | Lin Hung-Ju           | Taipei chinois | 5  | 5  | 7 | 12  | 12  | -2  |
| 5   | Martin Boyadjiev      | Bulgarie       | 5  | 2  | 7 | 9   | 6   | +8  |
| 5   | Shen Yen-Lin          | Taipei chinois | 5  | 2  | 7 | 9   | 0   | +1  |
| 7   | Stanislav Muhachev    | Bulgarie       | 5  | 5  | 3 | 8   | 0   | +10 |
| 8   | Alexei Yotov          | Bulgarie       | 4  | 3  | 5 | 8   | 0   | +7  |
| 9   | Begench Dovletmyradov | Turkménistan   | 5  | 4  | 3 | 7   | 2   | +2  |
| 10  | Colm Cannon           | Luxembourg     | 5  | 3  | 4 | 7   | 4   | +2  |

| Clt | Joueur           | Équipe         | PJ | Min          | BC | Moy  | %Arr  | Bl |
| --- | ---------------- | -------------- | -- | ------------ | -- | ---- | ----- | -- |
| 1   | Dimitar Dimitrov | Bulgarie       | 5  | 300 min      | 7  | 1,40 | 94,93 | 1  |
| 2   | Marcus Anselm    | Luxembourg     | 5  | 292 min 18 s | 19 | 3,90 | 88,12 | 0  |
| 3   | Keremli Charyyev | Turkménistan   | 5  | 266 min 32 s | 18 | 4,05 | 87,76 | 0  |
| 4   | Tolga Bozacı     | Turquie        | 5  | 272 min 26 s | 14 | 3,08 | 87,72 | 0  |
| 5   | Hou Ta-Yu        | Taipei chinois | 5  | 224 min 52 s | 22 | 5,87 | 83,58 | 0  |
| 6   | Charl Pretorius  | Afrique du Sud | 5  | 238 min 40 s | 28 | 7,04 | 80,69 | 0  |

Nota : seuls sont classés les gardiens ayant joué au minimum 40 % du temps de jeu de leur équipe.